# پل‌های مدیسون کانتی (فیلم)
پل‌های مدیسن کانتی (به انگلیسی: The Bridges of Madison County) نام فیلم درامی است که در سال ۱۹۹۵ به کارگردانی و بازیگری کلینت ایستوود و بر پایهٔ رمانی با همین نام از رابرت جیمز والر ساخته شد.
مریل استریپ موفق شد برای بازی در این فیلم در رشتهٔ بهترین بازیگر نقش اول زن کاندیدای جایزه اسکار شود.

## خلاصهٔ داستان
در پل‌های مدیسون کانتی، زندگیِ زنِ میانسالِ خانه‌داری در مدیسون کانتیِ ایالت آیووا روایت می‌شود که چند روز، در غیابِ همسر و فرزندانش، با مردِ عکاسی که به آن‌جا سفر کرده‌است، رابطهٔ مخفیانه‌ای برقرار می‌کند.